# Charles Martel (Schiff)
Die Charles Martel war ein Schlachtschiff (Einheitslinienschiff) das in den 1890er Jahren für die französische Marine gebaut wurde. Sie wurde als Teil der französischen Antwort auf ein umfangreiches britisches Marinebauprogramm in Auftrag gegeben. Die Charles Martel verbrachte ihre gesamte Laufbahn in der Escadre de la Méditerranée (Mittelmeergeschwader) der französischen Flotte. Nach fünf Jahren im aktiven Dienst wurde sie aufgrund der rasanten Entwicklung der Marinetechnik ausgemustert. Die Jahre 1902–1914 verbrachte sie hauptsächlich in der Reserve. Anfang 1914 wurde sie zu einem Kasernenschiff umgebaut. Nach Ausbruch des Ersten Weltkriegs im August wurden ihre Kanonen für den Einsatz an der Front entfernt und sie diente kurzzeitig als Gefängnisschiff. Die Charles Martel wurde 1919 von der Marineliste gestrichen und im folgenden Jahr zum Abwracken verkauft.

## Geschichte

### Bau
1889 verabschiedete die britische Royal Navy den Naval Defence Act, der zum Bau der Royal Sovereign-Klasse führte. Diese bedeutende Erweiterung der Seemacht veranlasste die französische Regierung, ihrerseits das Statut Naval von 1890 zu verabschieden. Das Gesetz sah den Bau von insgesamt vierundzwanzig Schlachtschiffen und einer Vielzahl anderer Schiffe vor darunter Kreuzer und Torpedoboote. Die erste Phase des Programms bestand aus einer Gruppe von vier Schiffen, die nach unterschiedlichen Entwürfen gebaut wurden, aber dieselben grundlegenden Merkmale aufwiesen, einschließlich Panzerung, Bewaffnung und Verdrängung. Das Oberkommando der Marine gab am 24. Dezember 1889 die grundlegenden Anforderungen vor: Die Verdrängung sollte 14.000 Tonnen nicht überschreiten, die Hauptbewaffnung sollte aus 340-mm- und 270-mm-Geschützen bestehen, die Gürtelpanzerung sollte 450 mm betragen und die Schiffe sollten eine Höchstgeschwindigkeit von 17 Knoten (31 km/h) erreichen. Darüber hinaus sollten so viele Geschütze eingebaut werden, wie es der Platz zuließ.

Der Grundentwurf für die Schiffe basierte auf der Brennus einem Vorgängermodell aber anstatt die Hauptgeschütze alle auf der Mittellinie zu montieren, verwendeten die Schiffe eine Rautenanordnung bei der zwei der Hauptgeschütze in Einzeltürmen an Back- und Steuerbord installiert waren. Der Marinekonstrukteur Charles Ernest Huin wurde mit dem Entwurf des Schiffes beauftragt. Am 12. August 1890 legte Huin seinen endgültigen Entwurf vor und am 10. September wurde er angenommen. Obwohl das Programm für das erste Jahr den Bau von vier Schiffen vorsah, wurden schließlich fünf Schiffe bestellt: Charles Martel, Carnot, Jauréguiberry, Bouvet und Masséna.

### Einsatz
Die Charles Martel benannt nach dem Fränkischen Herrscher Karl Martell wurde am 1. August 1891 im Marinearsenal von Brest auf Kiel gelegt, am 29. August 1893 vom Stapel gelassen und am 10. Januar 1896 für Testfahrten in Dienst gestellt. Im Oktober nahm das Schiff an einer Flottenschau in Cherbourg mit Präsident Félix Faure und Zar Nikolaus II. teil. Am 21. Dezember stieß die Charles Martel bei Torpedoversuchen auf einen nicht kartierten Felsen, wodurch ein Propellerblatt verbogen und der Rumpf leicht beschädigt wurde. Die Reparaturen wurden am 1. Februar 1897 abgeschlossen, und am 20. Februar wurde das Schiff der Escadre de la Méditerranée zugeteilt. Am 6. August wurde es zum Flaggschiff von Konteradmiral Paul Dieulouard und nahm im folgenden Monat an Flottenmanövern vor Golfe-Juan und Hyères teil.

Während einer Schießübung am 29. März 1898 versenkte die Charles Martel zusammen mit der Carnot, der Jauréguiberry der Brennus und der Marceau den Aviso Pétrel. Zwischen dem 21. und 31. Mai besuchte das Schiff Korsika. Anschließend nahm es ab dem 8. Juli an den jährlichen Flottenmanövern teil und macht Hafenbesuche in Französisch-Nordafrika, bevor es am 30. Juli nach Toulon zurückkehrte. Mitte September wurde das Schiff der 2e Division cuirassée (Zweite Schlachtschiffdivision) der Escadre de la Méditerranée zugeteilt, und am 25. September wurde sie zum Flaggschiff von Konteradmiral Germain Roustan. Als die Spannungen mit Großbritannien während des Fashoda-Zwischenfalls zunahmen, wurde die Flotte am 18. Oktober mobilisiert und lief nach Hyères aus. Am 5. November wurde die Gefechtsbereitschaft aufgehoben und am 11. November wurde die Charles Martel zur Wartung ausgemustert.

Im Februar und März 1899 besuchte das Schiff französische Mittelmeerhäfen und Barcelona. Nach Reparaturen in Toulon kreuzte die Charles Martel vom 11. Oktober bis zum 21. Dezember in der Levante. Im Januar 1900 wurde das Schiff für Wartungsarbeiten eingedockt und nahm dann zusammen mit den Schlachtschiffen Brennus, Gaulois, Charlemagne, Bouvet und Jauréguiberry sowie vier geschützten Kreuzern an Manövern vor Golfe-Juan teil. Im Laufe des Aprils besuchten die Schiffe zahlreiche französische Häfen entlang der Mittelmeerküste, und am 31. Mai fuhr die Flotte zu einem Besuch nach Korsika, der bis zum 8. Juni dauerte.
Im Juni nahm sie an den jährlichen Flottenmanövern teil. Anschließend traf die Escadre de la Méditerranée mit der Escadre du Nord vor der Küste Portugals zusammen, bevor sie sich im Juli zu einem gemeinsamen Manöver in die Bucht von Quiberon begab. Das Manöver endete am 19. Juli mit einer Flottenschau in Cherbourg für Präsident Émile Loubet. Am 1. August lief die Flotte nach Toulon aus, wo sie am 14. August eintraf. Am 26. September löste Konteradmiral Charles Aubry de la Noé Roustan als Kommandeur der Zweiten Schlachtschiffdivision ab. Abgesehen von den Flottenmanövern, verlief das Jahr 1901 für die Charles Martel ereignislos. Am 15. Oktober wurde Aubry de la Noé von Konteradmiral René-Julien Marquis abgelöst. Ende des Monats wurde die Charles Martel zur Wartung eingedockt und mit einem Funktelegrafen ausgestattet. Anfang 1902 besuchte das Schiff mehrere französische Mittelmeerhäfen.

### Reserve
Im Mai wurde die Charles Martel in die Reserve versetzt. Während dieser Zeit wurde das Schiff häufig für kurze Zeit reaktiviert, um aktive Schiffe zu ersetzen, die sich für Wartungsarbeiten im Dock befanden. Im September 1909 wurde das Schlachtschiff zum Flaggschiff des Inspektors der Flottillen. Im darauffolgenden Monat wurde die Marine nationale reorganisiert und die Escadre de la Méditerranée in die 1re Escadre und die Escadre du Nord in die 2e Escadre umbenannt, da zu diesem Zeitpunkt die sechs Schlachtschiffe der République- und Liberté-Klasse in Dienst gestellt worden waren. Die Charles Martel wurde am 5. Oktober zum Ersatzschiff für die 2e Escadre und lief am 5. November nach Cherbourg aus, wobei sie unterwegs einige Sturmschäden erlitt.

Nach ihrer Ankunft am 13. November empfing sie König Manuel II. von Portugal in Frankreich und eskortierte anschließend die britische königliche Yacht Victoria and Albert mit König Edward VII. an Bord zurück nach Großbritannien. Am 16. Oktober 1910 wurde das Schiff der 2e Division de ligne der 2e Escadre du ligne zugeteilt. Konteradmiral Achille Adam hisste am 21. Juli 1911 seine Flagge an Bord des Schiffes. Als im selben Jahr die Schlachtschiffe der Danton-Klasse in Dienst gestellt wurden, wurde die Flotte erneut umorganisiert: Die Charles Martel und die anderen älteren Schiffe wurden am 5. Oktober in die neugeschaffene 3e Escadre de ligne versetzt, die in Brest stationiert war.
Am 4. September nahm sie an einer weiteren Flottenschau vor Toulon teil. Am 1. März wurde die Charles Martel erneut in den Reservestand versetzt. Im November 1913 wurde das Schiff nach Landévennec in der Bretagne verlegt. Am 1. April 1914 wurde die Charles Martel außer Dienst gestellt und zu einem Kasernenschiff umfunktioniert. Gegen Ende des Ersten Weltkriegs wurde sie als Gefängnisschiff eingesetzt. Die Charles Martel wurde am 30. Oktober 1919 abgemustert und am 21. September 1920 zum Verkauf angeboten. Am 20. Dezember wurde sie für 675.000 Francs von der niederländischen Firma Frank Rijsdijk's Industriële Ondernemingen N.V. gekauft und zu ihrer Abwrackwerft in Hendrik-Ido-Ambacht geschleppt.

## Technik

### Maße
Das Schiff hatte eine Gesamtlänge von 121,59 m, und eine Länge zwischen den Loten von 115, 49 m. Die Breite betrug 21,71 m und der Tiefgang 7,60 am Bug und 8,40 m achtern. Die Verdrängung lag zwischen 11.839 t und 12.145 t. Der Rumpf der Charles Martel war durch 13 Querschotten in 14 wasserdichte Abteilungen unterteilt und mit einem Rammbug versehen. Ihr Vorschiff gab ihr einen hohen Freibord, aber ihr Achterdeck war auf das Niveau des Hauptdecks abgesenkt. Der Rumpf wurde mit einem ausgeprägten Seiteneinfall versehen, um den 274-mm-Geschützen ein weites Schussfeld zu geben. Wie frühere Huin-Entwürfe hatte auch die Charles Martel einen sehr hohen Aufbau und war mit zwei Masten ausgestattet. Trotz des hohen Freibords machten die Aufbauten das Schiff im Einsatz kopflastig.

### Antrieb
Die Charles Martel war mit zwei 3-Zylinder Verbunddampfmaschinen ausgestattet, die jeweils eine Welle antrieben und insgesamt 13.070 PS (9.613 kW) entwickelten, mit der sie eine Höchstgeschwindigkeit von 18 Knoten (33 km/h) erreichte. Der Dampf wurde von 24 Lagrafel d'Allest Wasserrohrkessel mit einem Arbeitsdruck von 14 Bar geliefert. Das Schiff konnte maximal 908 t Kohle mitführen, was ihm bei 14 Knoten (26 km/h) eine Reichweite von 2.218 Seemeilen (4.108 km) ermöglichte. Elektrizität wurde von vier 600-Ampere-Dynamos geliefert. Die Besatzung bestand aus 651 bis 751 Offizieren und Mannschaft.

### Bewaffnung
Die Hauptbewaffnung bestand aus zwei 305 mm und zwei 274 mm Kanonen in zwei Geschütztürmen vor und hinter den Aufbauten und mittschiffs zwei auf jeder Breitseite. Die 305-mm-Geschütze hatten einen Seitenrichtbereich von −150 bis + 150 Grad. Die Kanonen hatten bei einer maximalen Elevation von 15°° und einer Mündungsgeschwindigkeit von 815 m/s eine Reichweite von 12.500 m. Sie verschossen 292 kg schwere Granaten mit einer Kadenz von ca. 1 Schuss pro Minute. Die 274-mm-Geschütze hatten die gleiche Feuerrate, Mündungsgeschwindigkeit und Elevation wie die 305-mm-Kanonen. Sie verschossen 216 kg schwere Geschosse mit einer maximalen Reichweite von 11.800 m.

### Sekundärbewaffnung
Die Sekundärbewaffnung des Schiffes bestand aus acht 138-mm-Kanonen, die in Einzelgeschütztürmen an den Ecken der Aufbauten montiert waren. Die Geschütztürme hatten einen Elevationsbereich von −5° bis +15°. Bei maximaler Elevation und einer Mündungsgeschwindigkeit von 730 m/s hatten sie eine Reichweite von 9.400 m. Zur Verteidigung gegen Torpedoboote wurde das Schiff mit sechs 65 mm und zwölf 47 mm Schnellfeuergeschützen sowie fünf 37 mm Revolverkanonen ausgestattet. Die 65-mm-Kanonen hatten eine Feuerrate von acht Schuss pro Minute und eine Reichweite von 5.400 m, während die 47-mm-Kanonen neun bis fünfzehn Schuss pro Minute auf eine Reichweite von 4.000 m abfeuern konnten. Die fünfläufigen 37-mm-Kanonen hatten eine Feuergeschwindigkeit von zwanzig bis fünfundzwanzig Schuss pro Minute und eine Reichweite von 2.000 m.

### Torpedos
Die Bewaffnung der Charles Martel wurde durch vier 450-mm-Torpedorohre vervollständigt, von denen zwei im Schiffsrumpf versenkt waren, eines auf jeder Breitseite, und die anderen beiden auf einzelnen drehbaren Lafetten hinter den vorderen 138-mm-Türmen. Die Charles Martel war anfangs mit Torpedos vom Typ Modèle 1892 ausgerüstet. Der Torpedo besaß einen 75-Kilogramm-Sprengkopf und bei einer Geschwindigkeit von 27,5 Knoten (50,9 km/h) eine Reichweite von 800 m.

### Panzerung
Die Panzerung der Charles Martel wog 4.569 t, was 38,5 % der Verdrängung des Schiffes entsprach, und bestand aus einer Mischung aus Nickelstahl und Verbundpanzerplatten, die von Schneider-Creusot hergestellt wurden. Der Panzergürtel erstreckte sich über die gesamte Länge des Schiffes und hatte eine  Höhe von 1,80 bis 2 m. Die maximale Dicke des Gürtels betrug 450 mm mittschiffs, und verjüngte sich auf 350 mm vorn und 310 mm achtern. Mittschiffs verjüngte sich der Gürtel unterhalb der Wasserlinie auf 250 mm und an den Enden auf 170 mm. Über dem Gürtel befand sich ein weiterer Plankengang mit einer Dicke von 100 mm der sich über die gesamte Länge des Schiffes erstreckte. Die Geschütztürme der 305- und 274-mm Kanonen waren rundherum mit 370 mm Panzerung geschützt und hatten 70 mm dicke Dächer. Die Barbetten hatten eine 320 mm starke Panzerung aus Nickelstahl. Die 138 mm Geschütztürme hatten 100 mm starke Seitenwände und 20 mm dicke Dächer. Der Kommandoturm war mit 230 mm gepanzert und sein Kommunikationsrohr war durch eine 200 mm dicke Panzerung geschützt. Das Schiff hatte ein, 70 bis 100 mm starkes gepanzertes Deck.